# François Hanriot

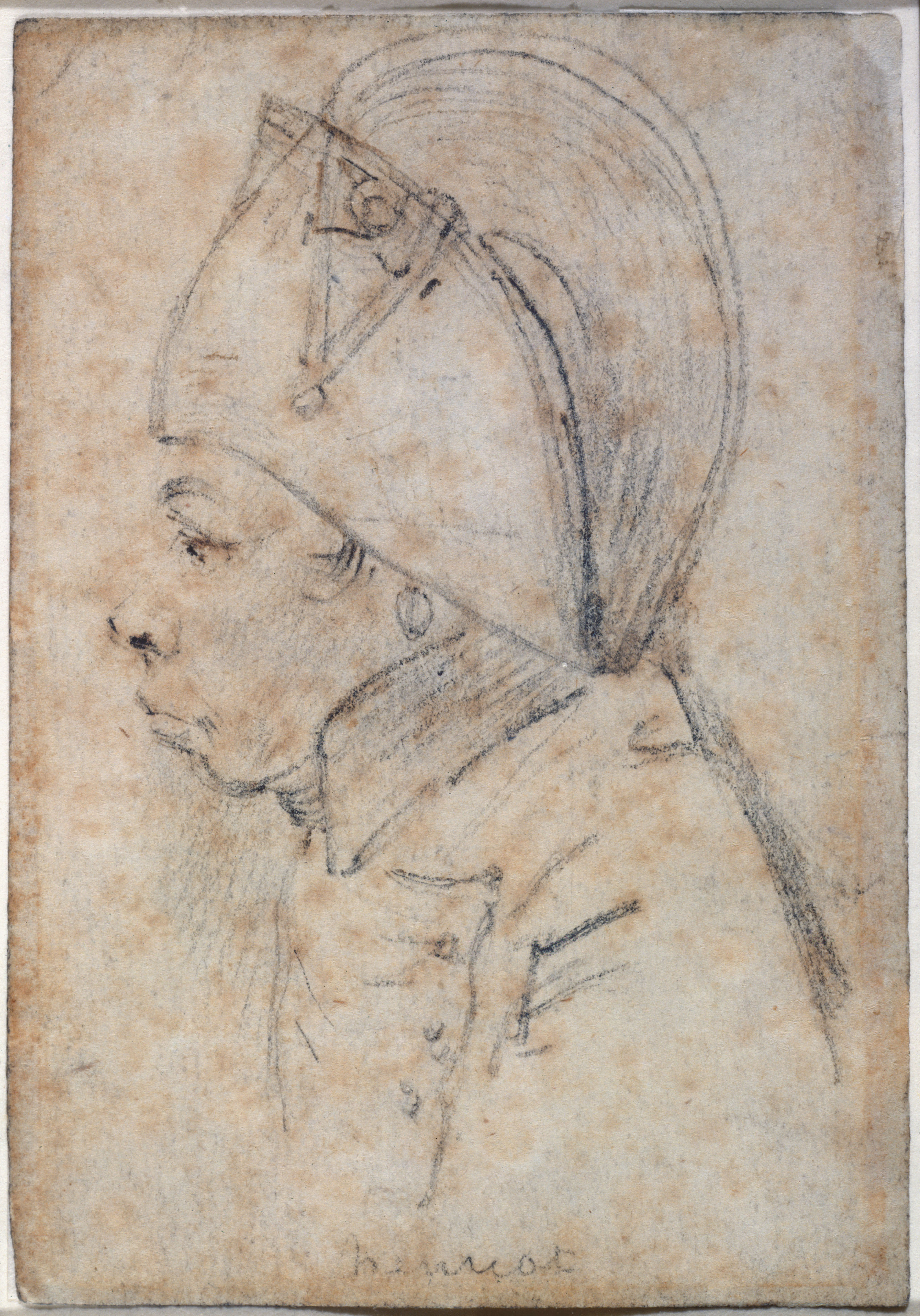
François Hanriot.

François Hanriot, även känd under namnet Nicolas Henriot, född 1761, död 28 juli 1794, var en fransk revolutionär.
Hanriot kom från enkla förhållande och tjänstgjorde under franska revolutionen i Paris nationalgarde och blev 31 maj 1793 dess chef. Som sådan ledde han upproret 2 juni samma år mot girondisterna, trängde i spetsen för sina trupper in i konventets samlingslokal och genomdrev de belsut, som medförde girondens fall. Som chef för den väpnade makten i Paris var Hanriot en viktig medhjälpare till Maximilien de Robespierre, med vilken han var nära lierad. När situationen blev kritisk för Robespierre under Thermidorkrisen försökte Hanriot organisera motståndet, lät kommunen ta ställning mot konventets beslut, sammankallade trupper och begav sig i egen person till konventet för att befria Robespierre. Trots den energi som Hanriot utvecklade stod Robespierre ej att rädda, och Hanriot giljotinerades tillsammans med honom 27 juli 1794.